# 季亞濟夫

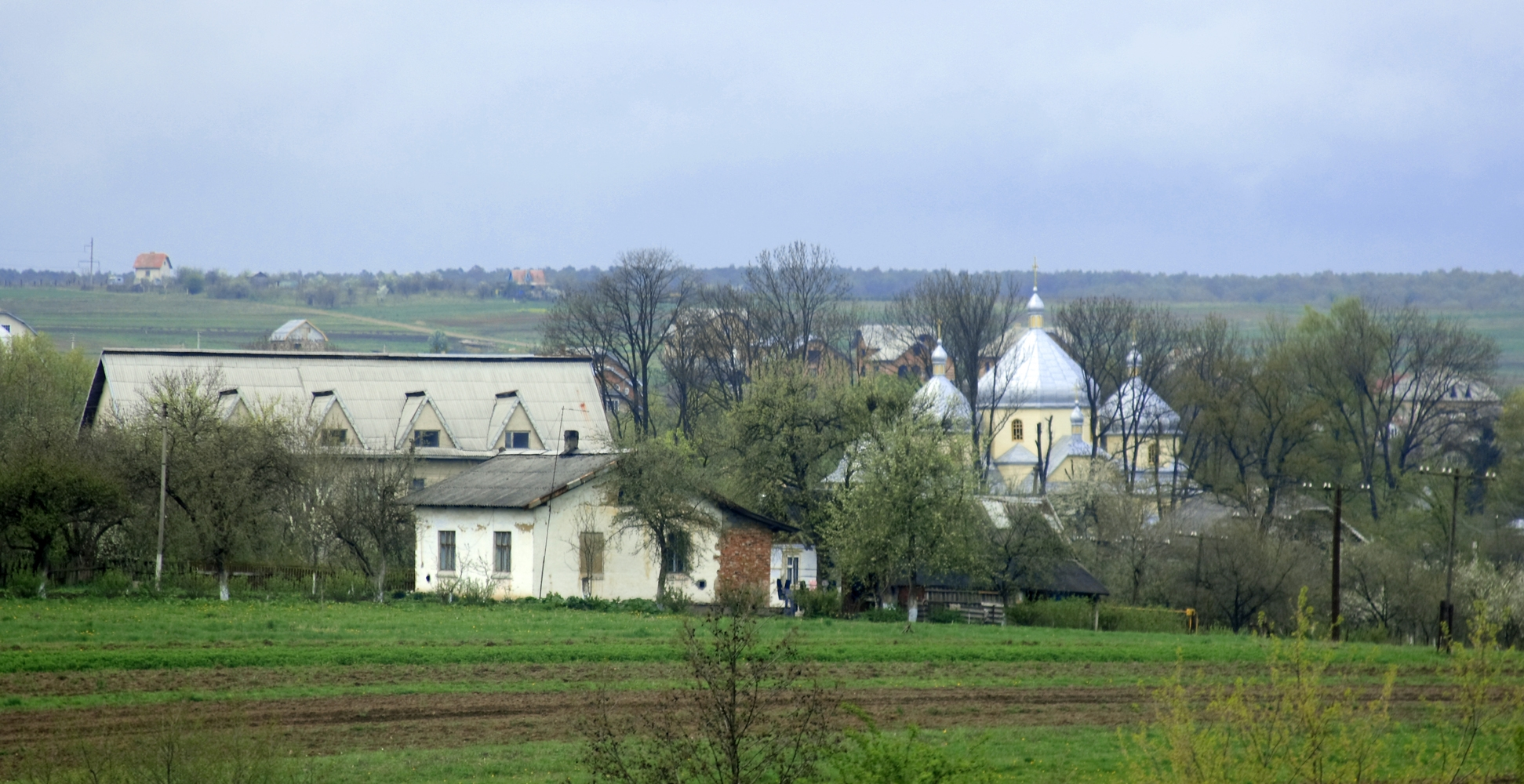

季亞濟夫（烏克蘭語：Тязів），是烏克蘭西部的村莊，隸屬伊萬諾-弗蘭科夫斯克州的伊萬諾-弗蘭科夫斯克區。該村始建於1222年，面積17.6平方公里，2001年人口1,234，人口密度每平方公里70人。
49°0′59″N 24°42′2″E / 49.01639°N 24.70056°E